# Benito Lorenzi
Benito „Veleno” Lorenzi (ur. 20 grudnia 1925, zm. 3 marca 2007 roku) – włoski piłkarz Interu Mediolan, grający na pozycji napastnika.
Swoją karierę Benito Lorenzi rozpoczął w 1946 roku, kiedy to podpisał kontrakt z Empoli F.C. Miał wtedy 21 lat. W Empoli rozegrał 40 spotkań i strzelił przy tym 15 bramek. Już rok później wylądował w Interze, gdzie prawie w całości spędził swoją karierę.
W 314 meczach dla Interu zdobył aż 143 bramki. Benito Lorenzi zdobył z drużyną czarno-niebieskich dwa mistrzostwa Włoch. Kibice ze Stadio San Siro widzieli w nim zastępcę Giuseppe Meazzy. Obrońcy grając przeciwko Benito Lorenziemu nazywali go Veleno (z włoskiego - trucizna).
W 1958 roku „Veleno” przeszedł do Alessandri Calcio. Strzelił w niej cztery bramki i rozegrał 25 spotkań. Rok później Lorenzi po raz kolejny zdecydował się na zmianę barw klubowych. Tym razem przeszedł do Brescii Calcio. Zagrał tam 14 razy i zdobył cztery gole. W 1960 roku Włoch zmienił klub na A.S. Varese 1910, gdzie po dziewięciu występach i jednej zdobytej bramce zakończył karierę sportową.
We włoskiej reprezentacji piłkarskiej zdobył cztery bramki w czternastu występach. Z drużyną Italii grał na mistrzostwach świata w 1950 i 1954 roku.
Pod koniec swojej kariery, rozpoczął pracę trenerską w juniorskim zespole Interu Mediolan. Znany był ze skromności, nigdy nie rozstał się ze swoim ukochanym Fiatem 500, nawet gdy święcił największe sukcesy i zarabiał wielkie pieniądze.
Benito Lorenzi zmarł 3 marca 2007 roku w Sacco Hospital w Mediolanie, tuż przed meczem Interu z AS Livorno Calcio. Miał 81 lat.